# Акунья, Маркос
Ма́ркос Хавье́р Аку́нья (исп. Marcos Javier Acuña; род. 28 октября 1991[…], Сапала, Неукен) — аргентинский футболист, левый полузащитник и левый защитник клуба «Ривер Плейт» и сборной Аргентины. Чемпион мира 2022 года.

## Клубная карьера

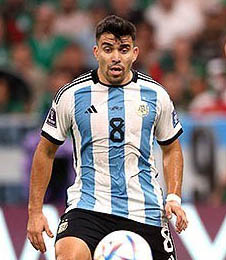
Акунья в составе сборной Аргентины

Акунья — воспитанник клуба «Феррокарриль Оэсте». 16 апреля 2011 года в матче против КАИ он дебютировал в Примере B. 9 октября в поединке против «Альдосиви» Маркос забил свой первый гол за «Феррокарриль Оэсте». Летом 2014 года Акунья перешёл в «Расинг» из Авельянеды. Сумма трансфера составила 550 тыс. евро. 10 августа в матче против «Дефенса и Хустисия» он дебютировал в аргентинской Примере. 28 августа в поединке против «Бельграно» Маркос сделал «дубль», забив свои первые голы за «Расинг». В своём дебютном сезоне Акунья помог клубу выиграть чемпионат. 24 февраля 2016 года в матче Кубка Либертадорес против боливийского «Боливара» Маркос забил гол.
Летом 2017 года Акунья перешёл в лиссабонский «Спортинг», подписав контракт на четыре года. Сумма трансфера составила 9,6 млн евро. 6 августа в матче против «Авеша» он дебютировал в Сангриш лиге. 22 октября в поединке против «Шавиша» Маркос сделал «дубль», забив свои первый голы за «Спортинг». 
Летом 2020 года Акунья перешёл в испанскую «Севилью», подписав контракт на 4 года. 27 сентября в матче против «Кадиса» он дебютировал в Ла Лиге. 4 апреля 2021 года в поединке против «Атлетико Мадрид» Маркос забил свой первый гол за «Севилью». В 2023 году он помог команде выиграть Лигу Европы.

## Международная карьера
16 ноября 2016 года в отборочном матче чемпионата мира 2018 против сборной Колумбии Акунья дебютировал за сборную Аргентины, заменив во втором тайме Анхеля Ди Марию.
В 2018 году Акунья принял участие в чемпионате мира в России. На турнире он сыграл в матче против команды Хорватии.
Летом 2019 года Акунья принял участие в Кубке Америки 2019 в Бразилии. На турнире он сыграл против сборных Колумбии, Парагвая, Катара, Венесуэлы, Бразилии и Чили.
В 2022 году Акунья выиграл чемпионат мира в Катаре. На турнире он сыграл в матчах против сборных Австралии, Нидерландов, Мексики, Польши, Саудовской Аравии и Франции.

## Достижения

### Командные
«Расинг»
- Чемпион Аргентины: 2014

«Спортинг»
- Обладатель Кубка Португалии: 2018/19
- Обладатель Кубка португальской лиги: 2017/18

«Севилья»
- Победитель Лиги Европы: 2022/23

Сборная Аргентины
- Чемпион мира: 2022
- Обладатель Кубка Америки: 2021, 2024
- Победитель Финалиссимы: 2022